# Kirchliche Hochschule Hamburg
Die Kirchliche Hochschule Hamburg war eine Kirchliche Hochschule in Trägerschaft der Hamburger evangelisch-lutherischen Landeskirche. Sie wurde 1948 gegründet, um die Schaffung einer evangelisch-theologischen Fakultät an der seit 1919 bestehenden Universität Hamburg vorzubereiten. Als diese 1954 den Lehrbetrieb aufnahm, wurde die Kirchliche Hochschule Hamburg aufgelöst. Ein großer Teil der Dozentenschaft wurde in die Fakultät übernommen. Rektor war von 1949 bis 1954 Volkmar Herntrich.